# Skepsis (Troas)

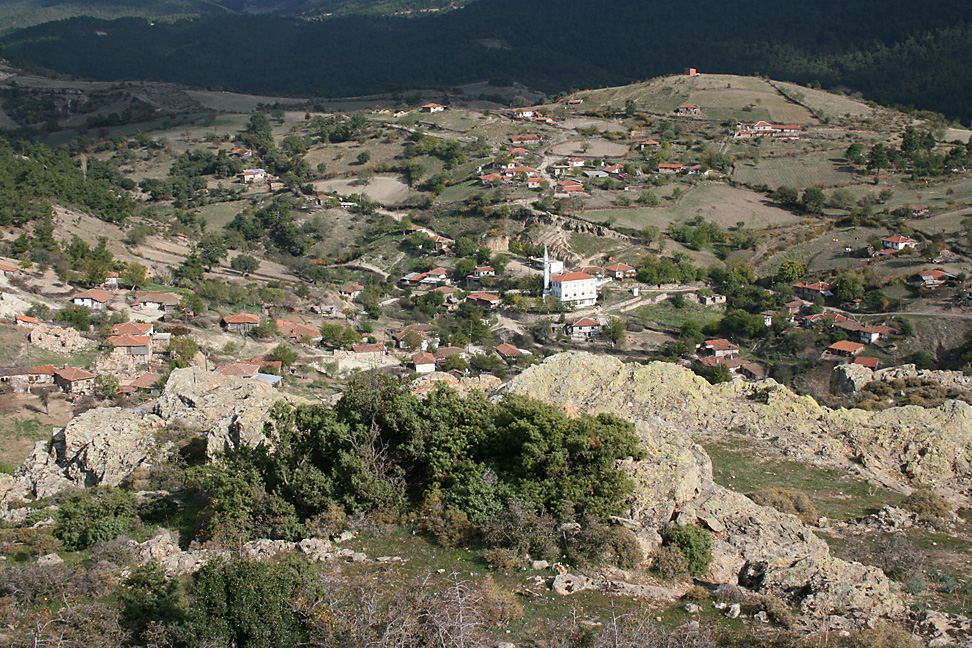
Blick auf das Dorf Kurşuntepe von der höchsten Erhebung des antiken Skepsis

Skepsis (altgriechisch Σκήψις) war eine antike griechische Polis der Aioler, gelegen im oberen Tal des Skamandros in der kleinasiatischen Landschaft Troas, in der heutigen türkischen Provinz Çanakkale in der Nähe der Stadt Bayramiç. Nahe den Ruinen der Stadt befindet sich heute der Ort Kurşunlu.

## Geschichte
Der Überlieferung Strabons nach war Palai-Skepsis (Alt-Skepsis) eine Stadt des mythischen Stammes der Dardaner, gelegen am Berg Ida. Auf Veranlassung des Skamandrios, Sohn des Hektor, und des Askanios, Sohn des Aeneas, sei die Bevölkerung aber in eine sechzig Stadien entfernte Neugründung transferiert worden, die fortan ihr fester Siedlungsraum wurde. Unter den Nachkommen des Skamandros und des Askanios sei Skepsis oligarchisch regiert worden, bis die Stadt unter dem Einfluss von Milet schließlich eine demokratische Verfassung annahm.
Einem Brief des Antigonos Monophthalmos an die Skepsier aus dem Jahr 311 v. Chr. (zum „Diadochenfrieden“) ist ihre politische Autonomie in jener Zeit zu entnehmen, aber nur kurze Zeit darauf (wohl 310 v. Chr.) unternahm Antigonos eine Zwangsumsiedelung der Bevölkerung in seine nah gelegene Neugründung „Antigoneia“. Die Skepsier sollten hier mit den ebenfalls zwangsangesiedelten Bewohnern von Kebren, mit denen sie traditionell verfeindet waren, die neue Stadtbevölkerung bilden. Nach dem Ende des Antigonos in der Schlacht von Ipsos 301 v. Chr. fiel die Troas in den Herrschaftsbereich des Lysimachos. Dieser erlaubte den Skepsiern die Rückkehr in ihre Stadt, während die Kebrener in „Antigoneia“ verbleiben sollten, das nun in Alexandria Troas umbenannt wurde.
Neleus, ein Freund und Schüler des Aristoteles und des Theophrast, hatte deren schriftliche Hinterlassenschaft erworben und diese angeblich in einem Kellergewölbe in Skepsis unterbringen lassen, um sie vor den Attaliden zu verstecken. Der größte Teil davon sei von seinen Nachkommen vernachlässigt worden und deshalb verloren gegangen. Erst im ersten Jahrhundert v. Chr. habe ein geringer Teil der Schriften aufgekauft und nach Athen zurückgeführt werden können.
Skepsis war noch bis in die byzantinische Epoche besiedelt.

## Persönlichkeiten
- Neleus von Skepsis, 4. Jahrhundert v. Chr., Schüler des Aristoteles und Theophrast
- Demetrios von Skepsis, antiker Geograph im 2. Jahrhundert v. Chr. und Quelle für Strabon